# Larivière
Larivière es una comuna francesa situada en el departamento del Territorio de Belfort, de la región de Borgoña-Franco Condado.
Los habitantes se llaman Lariviérous.

## Geografía
Está ubicada a 10 km al este de Belfort.

## Demografía
| 136 | 138 | 181 | 166 | 197 | 190 | 298 | 325 | 289 |
| Para los censos de 1962 a 1999 la población legal corresponde a la población sin duplicidades (Fuente: INSEE [Consultar]) |     |     |     |     |     |     |     |     |